# Stanisława Białek
Stanisława Białek (ur. 10 listopada 1930 w Skarżysku-Kamiennej, zm. 14 lutego 1989 w Kielcach) – polska nauczycielka, poseł na Sejm PRL VI kadencji.

## Życiorys
Uzyskała wykształcenie średnie. Ukończywszy gimnazjum w Skarżysku-Kamiennej, od 1950 była nauczycielką w Niestachowie, Promniku i Woli Morawickiej. W 1953 ukończyła Liceum Pedagogiczne w Jędrzejowie, zaś w 1961 Studium Nauczycielskie w Kielcach. Uczyła potem w szkole podstawowej w Strawczynie.
Do Zjednoczonego Stronnictwa Ludowego wstąpiła w 1954. Była działaczką Związku Harcerstwa Polskiego. W 1972 uzyskała mandat posła na Sejm PRL w okręgu Kielce. Zasiadała w Komisji Kultury i Sztuki.
Została pochowana na cmentarzu komunalnym w Cedzynie.